# Dangling else
Das Problem des dangling else (englisch dangling ‚baumelnd‘) ist ein Beispiel für eine scheinbare Mehrdeutigkeit einer Programmiersprache, die für Verwirrung sorgen kann, insbesondere bei falscher Einrückung. Tatsächlich ist die Semantik in den meisten Sprachen eindeutig definiert, schon weil die Grammatik der Sprache sonst nicht eindeutig zerlegbar wäre. Das Problem taucht in einigen Programmiersprachen (wie C, C++, Java) auf, wenn zwei verschachtelten if-Anweisungen nur ein else-Zweig gegenübersteht. Es kann nur auftreten, wenn eine optionale Klammerung weggelassen wird.

## Beispiele
Beispiel in C
```
  
if
 
(
a
 
==
 
1
)

    
if
 
(
b
 
==
 
1
)

      
a
 
=
 
42
;

  
else

    
b
 
=
 
42
;

```

In diesem Beispiel erwarten einige Nutzer, dass für den Fall {\displaystyle a\neq 1} der Variablen {\displaystyle b} der Wert {\displaystyle 42} zugewiesen wird. Der Compiler bezieht den else-Zweig allerdings auf die letzte if-Abfrage. Das Programm wird in dem Fall keine Zuweisung ausführen. Soll dagegen tatsächlich {\displaystyle b} im Fall {\displaystyle a\neq 1} der Wert {\displaystyle 42} zugewiesen werden, muss die äußere if-Anweisung geklammert werden:
```
  
if
 
(
a
 
==
 
1
)

  
{

    
if
(
b
 
==
 
1
)

      
a
 
=
 
42
;

  
}

  
else

    
b
 
=
 
42
;

```

Andere Programmiersprachen
In einigen Sprachen wird das Problem umgangen, indem jedem if eine „schließende Klammer“ zugeordnet werden muss.
In der Skriptsprache Bourne-Shell steht beispielsweise fi für die schließende Klammer. Der obige Algorithmus lautet dann so:
```
if
 
[
 
$a
 
-eq
 
1
 
]
 
;
 
then

  
if
 
[
 
$b
 
-eq
 
1
 
]
 
;
 
then

    
a
=
42

  
fi

else

  
b
=
42

fi

```

In anderen Programmiersprachen (z. B. Python) umgeht man das Problem, indem man durch Einrücken strukturiert.
```
if
 
a
 
==
 
1
:

    
if
 
b
 
==
 
1
:

        
a
 
=
 
42

else
:

    
b
 
=
 
42

```

In Ada tritt dieses Problem durch eine eindeutige syntaktische Klammerung nicht auf. Jedes IF wird durch ENDIF abgeschlossen:
```
IF
 
a
 
=
 
1
 
THEN

    
IF
 
b
 
=
 
1
 
THEN

        
a
 
:=
 
42
;

    
END
 
IF
;

ELSE

     
b
 
:=
 
42
;

END
 
IF
;

```

Auch in Basic wird jedes IF entweder durch END IF abgeschlossen (wie in Ada) oder bei einer einzelnen Anweisung diese hinter THEN (ohne Zeilenumbruch) angegeben:
```
IF
 
a
 
=
 
1
 
THEN

    
IF
 
b
 
=
 
1
 
THEN
 
a
 
=
 
42

ELSE

     
b
 
=
 
42

END
 
IF

```